# Edy Hubacher
Edy Hubacher (n. 15 aprilie 1940, Berna, Berna, Elveția) este un bober ce a reprezentat Elveția, medaliat olimpic. A participat la două ediții ale Jocurilor Olimpice (1968, 1972) în care a câștigat o medalie de aur și o medalie de bronz.

## Participări
Lista de mai jos prezintă principalele competiții la care a participat Edy Hubacher de-a lungul carierei.
- bobsleigh at the 1972 Winter Olympics[*]